# 潘辰
潘 辰（はん しん、生年不詳 - 1519年）は、明代の学者・官僚。字は時用、号は南屏先生。本貫は処州府景寧県。

## 生涯
幼くして父母を失い、おじに従って北京に居住し、文学の名声で知られた。1493年（弘治6年）、弘治帝が山林に隠れた才徳の士を推挙するよう天下に布告すると、府尹の唐恂が潘辰を推挙した。吏部は潘辰が北京で成長したことからこれを退けた。唐恂が再び上奏し、さらに給事中の王綸と夏昂が推薦したため、潘辰は翰林院待詔に任じられた。長らくを経て、翰林院典籍の事務を管掌した。『大明会典』の編纂に参加した。1503年（弘治16年）、五経博士に進んだ。1509年（正徳4年）5月、劉瑾が『大明会典』の小さな瑕疵を指摘したことから、潘辰は翰林院典籍に降格された。まもなく五経博士にもどされた。6月、翰林院編修となった。1517年（正徳12年）、太常寺少卿に抜擢された。1519年（正徳14年）8月、致仕した。12月、死去した。